# Allerheiligen (Maineck)

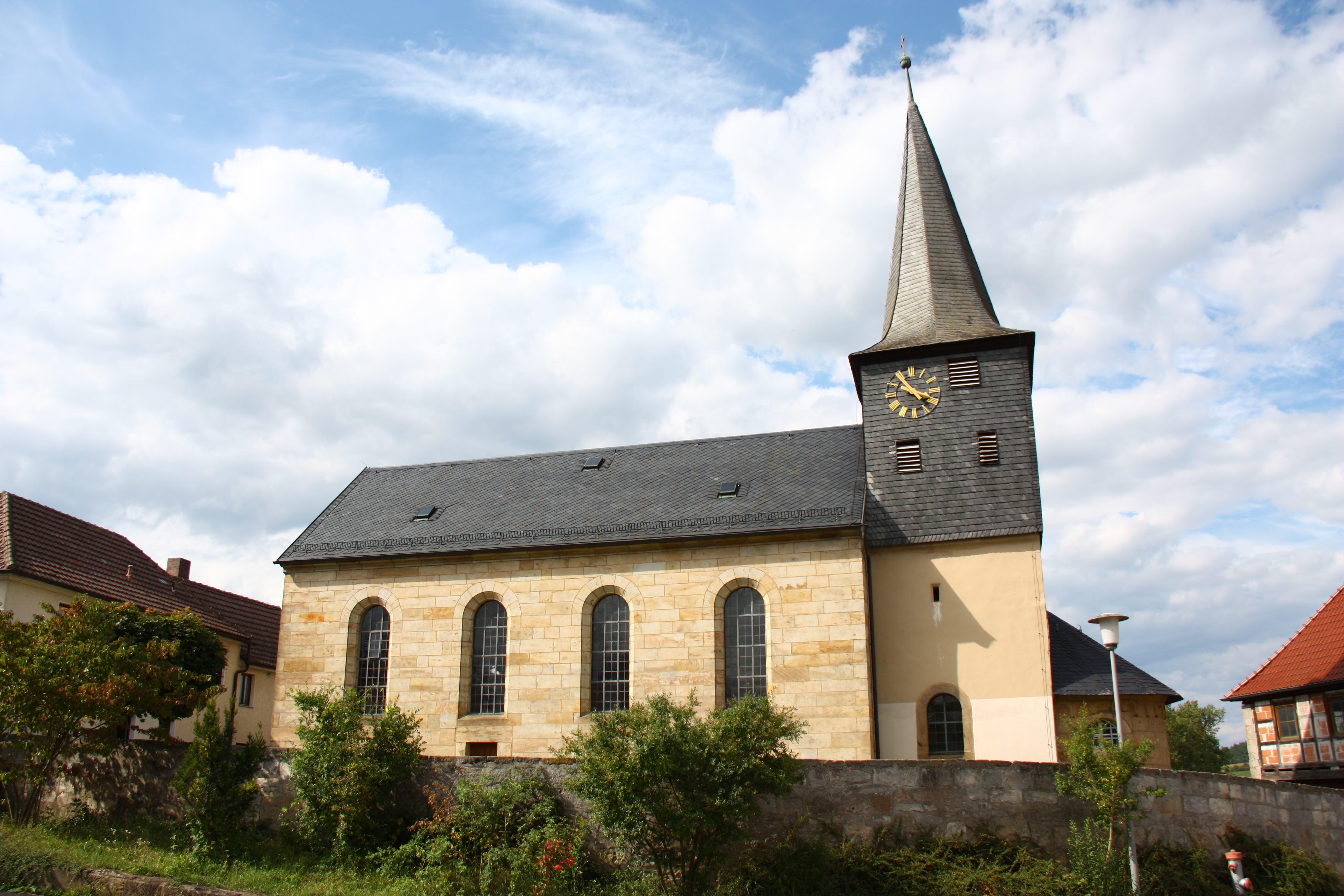
Allerheiligen (Maineck)

Die römisch-katholische Kuratiekirche Allerheiligen steht in Maineck, einem Gemeindeteil der Gemeinde Altenkunstadt im Landkreis Lichtenfels (Oberfranken, Bayern). Der Kern des denkmalgeschützte Bauwerks stammt aus dem 12. Jahrhundert. Die Kuratie gehört zur Pfarrei St. Michael in Mainroth im Seelsorgebereich Obermain-Jura im Dekanat Coburg des Erzbistums Bamberg.

## Beschreibung
Der älteste Teil der Saalkirche sind die unteren verputzten Geschosse des Chorturms und die an ihn angebaute halbrunde Apsis, die in das 12. Jahrhundert datiert werden. Das an den Chorturm westlich angebaute, mit einem Satteldach bedeckte Langhaus mit vier Jochen aus Quadermauerwerk wurde 1705 umgebaut. Zu dieser Zeit wurde der Chorturm um ein Geschoss aufgestockt, das die Turmuhr und den Glockenstuhl beherbergt, und mit einem achtseitigen Knickhelm bedeckt. 
Der Innenraum des Langhauses hat Emporen an den Längsseiten. Der Hochaltar stammt von 1923. An ihm befinden sich hölzerne Statuen des heiligen Josef und des heiligen Wendelin, letztere wird Johann Bernhard Kamm zugeschrieben. Die Kanzel wurde um 1800 aufgestellt. Die Orgel mit zehn Registern, zwei Manualen und einem Pedal wurde 1976 von der Orgelbau Eisenbarth gebaut.